# Nora Holstad Berge

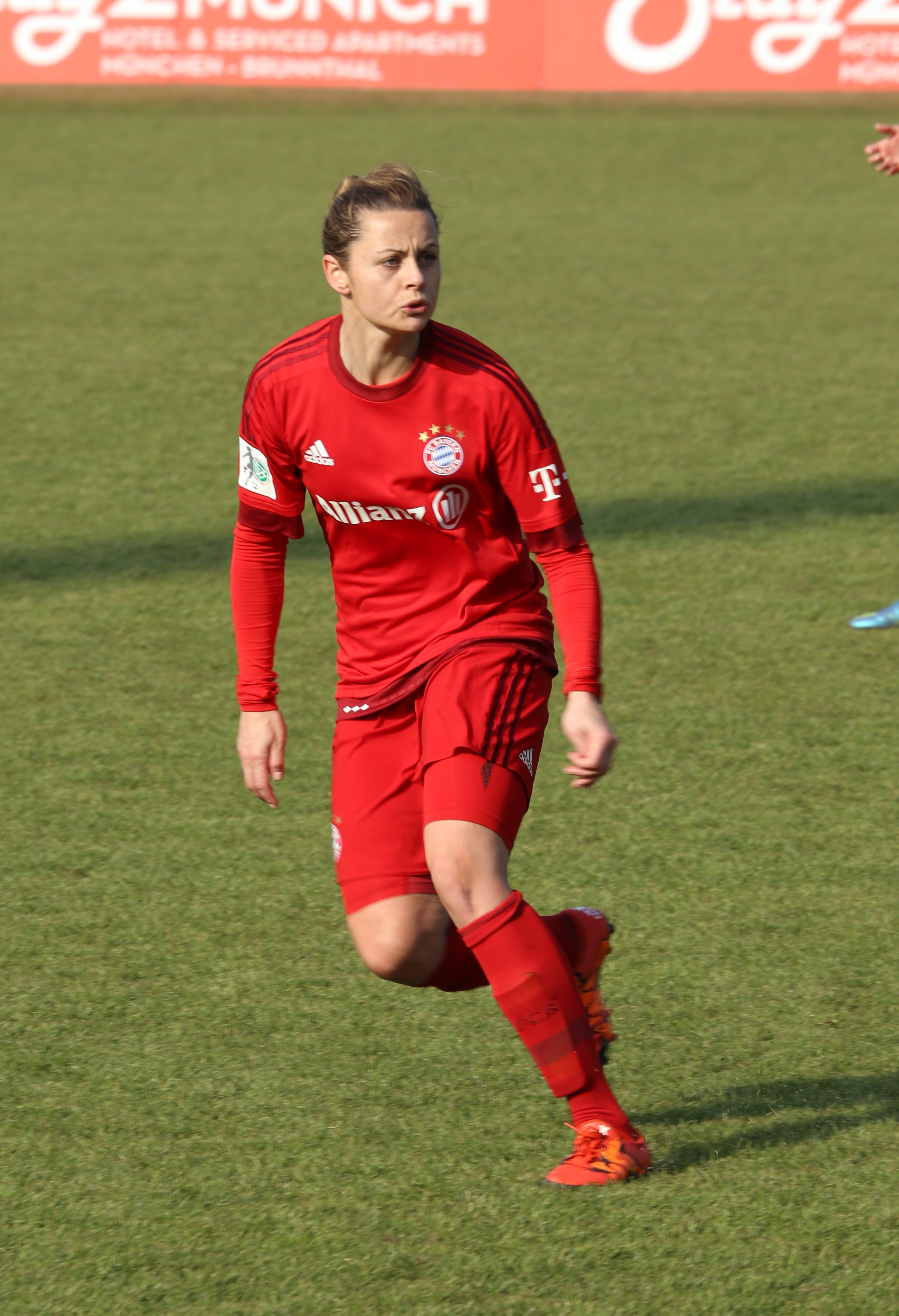
Beim Frauen-Bundesliga-Spiel FC Bayern München gegen FF USV Jena am 19. März 2016

Nora Holstad Berge (* 26. März 1987 in Sandefjord) ist eine ehemalige norwegische Fußballspielerin.

## Karriere

### Vereine
Holstad Berge begann mit dem Fußballspielen in der Fußballabteilung des in ihrer Geburtsstadt Sandefjord beheimateten Sportvereins Store Bergan IL. 2003 verpflichtete sie der Erstligist FK Larvik für den sie in zwei Spielzeiten 12 Ligaspiele und drei nationale Pokalspiele bestritt. Ihr Profidebüt gab sie am 26. April 2003 bei der 1:2-Niederlage im Heimspiel gegen Røa IL; ihr erstes Profitor erzielte sie am 20. Mai 2003 beim 4:2-Sieg im Pokalspiel bei Amazon Grimstad FK mit dem Treffer zum zwischenzeitlichen 4:1 in der 63. Minute.
2005 kehrte sie zu Store Bergan IL zurück, bestritt dort neun Ligaspiele und agierte anschließend, von 2006 bis 2009, für den Erstligisten Kolbotn IL. In ihrer Premierensaison für Kolbotn IL bestritt sie 11 von 18 Ligaspielen und erzielte zwei Tore. In den nachfolgenden drei Spielzeiten (seit 2007 mit 12 Mannschaften) bestritt sie 63 Ligaspiele und erzielte fünf Tore.
Von 2010 bis 2012 war sie für den schwedischen Erstligisten Linköpings FC aktiv und bestritt alle 66 Ligaspiele, in denen sie fünf Tore erzielte. Am 21. März 2010 gewann sie mit dem Verein den Supercup, bei dessen 2:0-Sieg gegen Umeå IK sie den Führungstreffer in der 50. Minute erzielte.
Zur Spielzeit 2013 kehrte sie wieder nach Norwegen zurück und bestritt vom 27. April bis 2. November 22 Ligaspiele (7 Tore) für den Vorjahres-Dritten Arna-Bjørnar aus Bergen, mit dem sie den 3. Tabellenplatz wiederholte.
Am 2. Dezember 2013 wurde ihr Wechsel in die deutsche Bundesliga zum 
FC Bayern München bekannt. Am 23. Februar 2014 (11. Spieltag) debütierte sie in der Bundesliga bei der 1:2-Niederlage im Heimspiel gegen den 1. FFC Turbine Potsdam über 90 Minuten. Am 27. April 2014 (17. Spieltag) erzielte sie bei der 2:3-Niederlage im Auswärtsspiel gegen Bayer 04 Leverkusen mit dem Treffer zum zwischenzeitlichen 1:0 in der 45. Minute ihr erstes Bundesligator. 2015 wurde sie mit den Münchnerinnen Deutscher Meister. Am Saisonende 2016/17 verließ sie nach drei Spielzeiten den FC Bayern München und wechselte im Anschluss an die Europameisterschaft 2017 zur Franchise der North Carolina Courage in die National Women’s Soccer League. Dort kam sie in der Spätphase der Saison 2017 zu zwei Ligaeinsätzen, ehe sie im Oktober 2017 ihre Karriere beendete.

### Nationalmannschaft
Am 23. Mai 2003 debütierte sie im Nationaltrikot, als sie mit der U-17-Nationalmannschaft im finnischen Eerikkilän mit 3:2 gegen die Auswahlmannschaft Schwedens gewann. Mit dem Treffer zum 2:1 in der 34. Minute gelang ihr auch ihr einziges Länderspieltor in sechs Begegnungen für diese Auswahlmannschaft.
Vom 10. September 2003 bis 28. Juni 2006 bestritt sie 21 Länderspiele für die U-19-Nationalmannschaft; auch für diese gelang ihr am 27. September 2003 ihr einziges Länderspieltor beim 4:0-Sieg gegen die Auswahlmannschaft Portugals.
An der vom 28. Juli bis 8. August 2004 in Finnland ausgetragenen U-19-Europameisterschaft nahm sie mit der Mannschaft teil, schied jedoch nach der Gruppenphase aus dem Turnier aus.
Für die U-21-Nationalmannschaft bestritt sie zwischen dem 18. Februar 2005 und dem 23. September 2006 sieben Länderspiele. In dieser Zeit nahm sie mit der Mannschaft am Turnier um den Nordic Cup teil, das die Mannschaft als Fünfter abschloss.
Für die U-23-Nationalmannschaft bestritt sie zwischen dem 12. Februar 2007 und dem 12. Juli 2010 26 Länderspiele. In dieser Zeit nahm sie ebenfalls mit der Mannschaft am Turnier um den Nordic Cup teil und erreichte mit dieser 2007 den dritten, 2008 den vierten und 2009 den dritten Platz.
Ihr Länderspieldebüt für die A-Nationalmannschaft erfolgte am 2. März 2011 in Lagos im ersten Gruppenspiel beim 2:1-Sieg gegen die Auswahl Finnlands im Turnier um den Algarve-Cup. Mit nur vier Länderspielen wurde Berge als Feldspielerin mit den wenigsten Länderspielen und einzige in Schweden aktive Spielerin in den Kader für die Weltmeisterschaft 2011 in Deutschland berufen. Sie kam in den ersten zwei Vorrundenspielen zum Einsatz, schied aber mit der Mannschaft erstmals nach einer WM-Vorrunde aus. Bei der vom 10. bis 28. Juli 2013 in Schweden ausgetragenen Europameisterschaft wurde sie lediglich im dritten Gruppenspiel gegen die Auswahl Deutschlands eingesetzt. In ihrem 40. Länderspiel, das sie am 14. Juni 2014 in Bergen bestritt, erzielte sie beim 6:0-Sieg über die Auswahl Griechenlands mit dem Treffer zum 4:0 in der 32. Minute ihr erstes Tor.

## Erfolge
- Deutscher Meister 2015, 2016 (mit dem FC Bayern München)
- Norwegischer Pokalsieger 2007 (mit Kolbotn IL)
- Norwegischer Meister 2006 (mit Kolbotn IL)
- Schwedische Supercup-Siegerin 2010 (1 Tor beim 2:0-Sieg gegen Umeå IK)